# Балада за една любов
„Балада за една любов“ (на испански: Balada por un amor) е мексиканска теленовела от 1989 г., създадена от Мария Саратини, режисирана от Хосе Рендон и Карина Дупрес, и продуцирана от Хосе Рендон за Телевиса.
В главните роли са Даниела Ромо, Хорхе Риверо и Алфредо Адаме, а в отрицателните роли - Летисия Пердигон и Исаура Еспиноса. Специално участие взема първият актьор Енрике Лисалде.

## Сюжет
Брианда Португал е млада изпълнителка на виолончело, която живее в Пуерто Валярта с баща си, Фернандо, мащехата си, Лидия, и със своята полусестра, Симона. Лидия е повърхностна жена и интригантка, която не обича съпруга си. Дъщеря ѝ, Симона, страда от липса на внимание от страна на родителите си. Фернандо съжалява, че се е развел с Леонора, първата му съпруга и майка на Брианда, заслепен от красотата на Лидия, която всъщност никога не е обичал. Брианда е годеница на Густаво Еленес, с когото са израснали заедно, и който е влюбен в нея от години. Въпреки годежа си с Густаво, Брианда не изпитва любов към него, а само голяма привързаност.
Един ден, когато Брианда пътува за Мексико, пилотът на самолета получава сърдечен удар и умира. Самолетът пада в морето. Брианда изплува на повърхността и плува към близкия остров. Там, Брианда се запознава с Мануел Сантамария, мъж на възраст два пъти по-голяма от нейната, който се укрива от бандити. Брианда се влюбва в него и решава да развали годежа си с Густаво, причинявайки му голяма болка. Мануел отвръща на чувствата ѝ, въпреки че съжителства с Елоиса Негрете, сладка и красива жена.
Една тайна излиза наяве, която ще помрачи щастието на двойката. Фернандо и Леонора са запазили тази тайна в продължение на години, а именно, че Брианда не е тяхна дъщеря. Като бебе им е дадена от Анхела, която я е откраднала от дома, в който е работила преди 24 години. Анхела е била прислужница при Мануел и Бруна, съпругата му. Открива се истината, че Брианда е дъщеря на Мануел. Това е причината Мануел и Брианда да се разделят със страх, че почти са имали кръвосмесителна връзка.
След известно време се разбира, че Мануел не е биологичният баща на Брианда, така че двамата могат да се съберат отново, но Мануел умира в катастрофа с влак. Брианда се съгласява да се омъжи за Рафаел Алиенде, въпреки че е открила, че наистина обича Густаво. Брианда се омъжва за Рафаел и двамата заминават за ранчото на Алиенде, където да живеят заедно със семейството му. Там, животът на Брианда става невъзможен. Разбирайки, че Брианда го обича, Густаво отива в ранчото на Алиенде, като кандидатства за работа. Рафаел го наема, без да подозира кои всъщност и Густаво. Брианда и Густаво трябва да се борят, за да бъдат щастливи, въпреки злините на Лусия и на останалата част от семейство Алиене.

## Актьори
Част от актьорския състав:
- Даниела Ромо – Брианда Португал Меркадер
- Алфредо Адаме – Густаво Еленес Саламанка
- Хорхе Риверо – Мануел Сантамария
- Енрике Лисалде – Фернандо Португал
- Арсенио Кампос – Елой Алиенде
- Даниела Кастро – Симона Португал
- Клаудио Брук – Марсело Алиенде
- Летисия Пердигон – Лусия Алиенде
- Магда Гусман – Беатрис
- Исаура Еспиноса – Лидия Меркадер
- Франсиско Авенданьо – Иван
- Рафаел Банкелс мл. – Агустин
- Мече Барба – Адела
- Кармен Кортес – Хосефа

## Премиера
Премиерата на Балада за една любов е на 30 октомври 1989 г. по Canal de las Estrellas. Последният 140. епизод е излъчен на 18 май 1990 г.

## Награди и номинации
Награди TVyNovelas (1991)
| Категория                       | Номинация    | Резултат   |
| ------------------------------- | ------------ | ---------- |
| Най-добра актриса в главна роля | Даниела Ромо | Номинирана |